# International Superstar Soccer
International Superstar Soccer is een videospel. Het spel werd als eerste uitgebracht in 1994 voor de Super Nintendo Entertainment System, maar later volgde de Sega Mega Drive, Gameboy en de PlayStation 2. Met het sportspel kan de speler voetbal spelen. De speelduur van een wedstrijd kan gekozen worden tussen 3, 5 en 7 minuten. De speler kan kiezen uit 36 nationale teams. Het perspectief wordt getoond in de derde persoon.

## Modus
Het spel kent de volgende modi:
- Open Game (0, 1 of 2 spelers): vriendschappelijke match
- International Cup: emulatie van de FIFA World Cup
- World Series: competitie volgens round-robin
- Training: serie opdrachten (dribbelen, passing, doelschieten, verdedigen, doeltrap)
- Scenario: keuze om een wedstrijd te spelen uit negen
- Penalty Kick: penalty wedstrijd

## Uitgaves
| Jaartal | Platform         |
| ------- | ---------------- |
| 1994    | SNES             |
| 1996    | Sega Mega Drive  |
| 1998    | Gameboy          |
| 2000    | PlayStation 2    |
| 2001    | Game Boy Advance |

## Ontvangst
| Beoordeeld door                      | Platform | Datum            | Score |
| ------------------------------------ | -------- | ---------------- | ----- |
| Hobby Consolas                       | SNES     | maart 1995       | 92%   |
| Mega Fun                             | SNES     | januari 1995     | 90%   |
| Retrogaming History                  | SNES     | 17 oktober 2008  | 90%   |
| 4Players.de                          | PS2      | 27 november 2000 | 86%   |
| Power Unlimited                      | PS2      | december 2000    | 86%   |
| Jeuxvideo.com                        | PS2      | 28 november 2000 | 80%   |
| Video Games & Computer Entertainment | SNES     | april 1995       | 80%   |
| GamePro (USA)                        | SNES     | april 1995       | 80%   |
| Total! (Duitsland)                   | SNES     | februari 1995    | 80%   |
| Game Players                         | SNES     | juni 1995        | 79%   |
| Electronic Gaming Monthly (EGM)      | SNES     | maart 1995       | 70%   |
| Nintendo Power Magazine              | Game Boy | juni 1998        | 71%   |
| Gamezone (Duitsland)                 | PS2      | 26 april 2001    | 68%   |
| Super Play                           | Game Boy | augustus 1998    | 67%   |
| Total! (Duitsland)                   | Game Boy | juli 1998        | 65%   |
| Gamekult                             | PS2      | 10 november 2000 | 60%   |
| Super Play                           | PS2      | november 2000    | 60%   |
| All Game Guide                       | Game Boy | 1998             | 50%   |
| PlayFrance                           | PS2      | 10 april 2003    | 40%   |